# Dominique Bouhours
Dominique Bouhours (París, 1628 — 27 de maig de 1702) va ser un jesuïta, gramàtic i polemista francès. Polemitzà amb els jansenistes de Port-Royal.

## Obres
- Entretiens d'Ariste et d'Eugène (1671)
- Doutes sur la langue française proposés à MM. de l'Académie (1674)